# Trung Địa

Bản đồ Trung Địa ở Kỷ Đệ Tam (Third Age)

Trung Địa (tiếng Anh: Middle-earth) là vùng đất hư cấu trong hệ thống tác phẩm Legendarium của nhà văn J.R.R.Tolkien. Trung Địa là nơi diễn ra hầu hết các sự kiện trong các tác phẩm của Tolkien như Chúa tể những chiếc nhẫn (Lord of the Rings), Anh chàng Hobbit (The Hobbit), Huyền sử Silmarillion (The Silmarillion)...
Theo Tolkien, Trung Địa là lục địa chính trong các lục địa trên Trái Đất (Arda) được hình thành từ khoảng một thời gian dài từ trước khi nhân loại thức dậy (Kỷ Đệ Nhất) và là nơi sinh sống của nhiều sinh vật khác nhau: thần thánh (Valar), tiên (Elf), loài người, người lùn (Dwarf), người Hobbit, người cây (Ents), phù thủy... cũng như các sinh vật, thế lực hắc ám như rồng, quỷ Orc hay chúa tể hắc ám (Melkor, Sauron). Phần lớn những sự kiện đều tập trung chủ yếu ở phía Tây Bắc của Trung Địa (tương đương với Châu Âu - vùng phía Tây Bắc của cựu thế giới, vùng Shire gợi ra vùng West Midlands nước Anh). Ngoài ra, nơi đây còn diễn ra những sự kiện chính trong suốt bốn niên đại của loài người như Chiến tranh Báu vật, Nhẫn chiến... Theo một số ý tưởng của Tolkien, Trung Địa dần dần phát triển trở thành thế giới ngày nay của con người.

## Tên gọi
Thuật ngữ "Middle-earth" có nguồn gốc từ Midgard trong thần thoại Bắc Âu (Old Norse) hay Middangeard từ một số tác phẩm viết bằng tiếng Anh cổ như sử thi Beowulf. 
Bản dịch "Trung Địa" được xuất bản lần đầu tiên trong phần phim cuối tuần trên VTV3 của Đài truyền hình Việt Nam.